# Guillaume, la jeunesse du conquérant
Pour plus de détails, voir Fiche technique et Distribution.
Guillaume, la jeunesse du conquérant est un film historique français sorti en 2015 et réalisé par Fabien Drugeon.
Le film commence en 1066. Guillaume le Conquérant s'apprête à embarquer avec sa flotte afin de conquérir l’Angleterre. Au cas où il ne reviendrait pas vivant, il présente son fils Robert à ses barons afin que celui-ci hérite du duché de Normandie. Trente ans plus tôt, Robert Ier de Normandie, le père de Guillaume, avait fait de même avant de partir en pèlerinage en Palestine. Il se rend à Jérusalem mais meurt sur le chemin du retour. Lorsque la nouvelle parvient en Normandie, Osbern, le Sénéchal du duché, vient chercher le jeune Guillaume, car des barons félons veulent le tuer et s'emparer du pouvoir. Guillaume doit prendre la fuite.

## Synopsis
Le film commence en 1066 lorsque Guillaume le Conquérant s'apprête à embarquer avec son armée à Dives-sur-Mer afin de conquérir l'Angleterre. Au cas où il ne reviendrait pas vivant, Guillaume présente son fils Robert à ses fidèles barons afin que celui-ci hérite du duché de Normandie.
Le film revient ensuite sur la jeunesse de Guillaume via un flashback quelques années auparavant. Dans cette séquence, le père de Guillaume, le duc Robert, nomme Guillaume comme son héritier avant de partir pour un pèlerinage à Jérusalem. Les barons jurent fidélité. Cependant, Robert meurt et Guillaume, encore enfant, doit fuir.
S'ensuit une longue séquence durant laquelle Guillaume essaye de survivre comme un fugitif. Devenu un jeune homme, il persuade le roi de France de lui prêter une armée. Il remporte une bataille cruciale et devient Duc de Normandie.
Le film se termine durant l'année 1066. Guillaume reçoit en effet un messager de Norvège. Celui-ci lui indique que le roi de Norvège Harald Hardrada a envahi l'Angleterre. Le roi d'Angleterre Harold Godwinson se dirige au nord du pays avec son armée afin de repousser l'invasion, ce qui laisse le champ libre à Guillaume pour débarquer au Sud.

## Distribution
- Dan Bronchinson : Guillaume le Conquérant
- Geoffroy Lidvan : l'intendant Osbern de Crépon
- Eric Rulliat : Renouf
- Thomas Debaene : Guillaume Fitz Osbern
- Pierrick Billard : Gilbert de Brionne
- Tiésay Deshayes, Guillaume le Conquérant à 20ans

## Accueil
Dans sa critique, le magazine L'Obs note que le film comporte plusieurs faiblesses, notamment des « moyens de production insuffisants » qui ne permettent pas de reconstituer fidèlement la Normandie du XIe siècle.
Néanmoins l'hebdomadaire note que la beauté des décors ainsi que « la fougue des comédiens » pallient ces nombreuses faiblesses.